# TIGR
TIGR, förkortning för Trieste, Istrien, Gorizia och Rijeka med det fullständiga namnet Revolucionarna organizacija Julijske krajine T.I.G.R. (Svenska: Den revolutionära organisationen för det Julijanska områdena T.I.G.R.) var en militant antifascistisk och revolutionär organisation aktiv under 20- och 30-talet i vad gränsregionen mellan Italien och Jugoslavien.
Organisationen anses vara en av de första motståndsrörelserna mot fascismen i Europa och medlemmarna utgjordes av slovener och kroater som levde i de områden som tillföll Italien genom Rapallofördraget, 1920. De var aktiva mellan 1927 och 1941 och många av medlemmarna hade kopplingar till de jugoslaviska och brittiska underrättelsetjänsterna och många hade också militär träning. Målet för TIGR var att stoppa den fascistiska italieniseringen och att få Istrien, de slovenska kustområdet och Rijeka inlemmat i Jugoslavien. Organisationen utförde fler bombattentat och avrättningar av italiensk militär, polis, tjänstemän och framstående medlemmar i fascistpartiet. På grund av dessa aktioner, sågs TIGR som en terrorgrupp av den italienska staten.
TIGR lades ner under 1940 och 1941 och många av dess medlemmar gick med i Befrielsefronten (Sl: Osvobodilna Fronta) under andra världskriget. Efter kriget förföljdes många av de före detta medlemmarna av de jugoslaviska myndigheterna.

## Bakgrund
Efter första världskriget ockuperade italienska styrkor de landområden i Slovenien och Istrien som de blivit lovade i Londonfördraget och redan här uppstod spänningar mellan den slovenska och kroatiska befolkningen och Italien. När Rappallofördraget skrevs under 1920 och gränsdragningen låstes längs den linjen ledde det till att en halv miljon kroater och slovener kom att leva i Italien. Under Österrike-Ungern hade de olika delarna av imperiet haft ett visst mått av kulturellt självbestämmande, men Italien var inte ett multikulturellt imperium, utan en nationalstat med liten acceptans för icke italienska kulturer och identiteter.
Med fascismens uppkomst blev situationen ännu värre för minoriteterna i Italien. I juni 1920 attackerade fascister flera slovenska affärer och institutioner i Trieste, bland annat Narodni Dom (Sv: Nationens hem), som bäst kan beskrivas som ett folkets hus för slovener i Trieste. Detta inledde en period av antislaviskt våld i regionen (våren 1921), något som mynnade ut i öppna revolter mot fasciststyret, som slogs ned av den italienska polisen. När fascisterna tog makten 1922 påbörjade dem en fascistisk italianiseringspolitik riktad mot slaverna i området.
1923 förbjöds kroatiska och slovenska i all offentlig administration inklusive postkontor och offentlig transport. Samma år beslutades att italienska skulle vara det enda tillåtna språket i offentlig utbildning och 1928 förbjöds även privata skolor att undervisa på de slaviska språken. Under 1925 förbjöds språken i rättssalar och alla ortnamn byttes ut mot italienska varianter. 1927 hade allt användande av kroatiska och slovenska i allmänheten förbjudits, barn fick inte döpas till slaviska namn och alla efternamn som lät slaviska ändrades administrativt till varianter som lät mer italienska. Till och med på gravstenar förbjöds slaviska inskriptioner. Alla slovenska och kroatiska organisationer upplöstes, både politiska och opolitiska och alla finansiella institutioner i slovensk eller kroatisk ägo övertogs och upplöstes. 1928 började Italien begränsa användandet av språken i kyrkan och 1934 förbjöds allt användande av de slaviska språken i kyrkliga sammanhang
Italianiseringen åtföljdes av våld från statsapparaten riktad mot all opposition och hundratals av slovener och kroater sattes i läger runt om i Italien. Tiotusentals emigrerade också utomlands, mestadels till Jugoslavien, men också till Sydamerika.

## Tidig aktivitet
I september 1927 möttes en grupp slovenska nationalister på Nanos och där beslutade man sig för att bilda motståndsorganisationen TIGR och ett par månader senare skedde ett liknande möte i Trieste där en grupp med namnet Borba (Sv: Kampen) som också inkluderade en del kroater från Istrien. Från början arbetade de bägge grupper i ett nära samarbete.
Mellan 1927 och 1930 utförde grupperna flera attacker på individuella medlemmar och sympatisörer (både slovener och italienare) till Nationella fascistpartiet och medlemmar av statens repressiva styrkor: carabinieri, gränsvakter och militärer. Flera dagis som startats i slovenska byar för att italianisera och indoktrinera barnen brändes ner. 1929 bombade TIGR redaktionen för den lokala tidningen Il Popolo di Trieste. Explosionen, som dödade två, blev mycket omtalad och ledde till en direkt reaktion från fascistregimen.
I Goriziaområdet bestod motståndet mindre av våldsamma aktioner och fokuset låg istället på propaganda, olaglig utbildning, kulturell och politisk aktivitet i en större del av befolkningen. TIGR i Gorizia hade också nära band med det underjordiska katolska nätverket som organiserats av kristna socialister. I Istrien valde TIGR att vara mer öppna med sitt motstånd och de genomförde stora, demonstrativa aktioner, som attacker på poliskonvojer. Den mest kända av deras attacker var när de attackerade en vallokal under en fascistisk folkomröstning och på så sätt hindrade folkomröstningen där.
Under 1930 upptäckte den fascistiska polisen några av TIGR:s celler och flera medlemmar dömdes vid den Första Triesteprocessen. Fyra av dessa dömdes till döden och avrättades vid Basovizza (Sl: Bazovica) utanför Trieste.

## Omorganisering under 30-talet
TIGR förändrades under 30-talet då de var tvungna att omorganisera sig efter Triesteprocessen. Man utökade antalet medlemmar och bytte taktik. Istället för att attackera symboler för förtrycket började man istället med riktade attacker mot infrastruktur och högt uppsatta militärer och poliser. Man byggde också upp ett brett underrättelsenätverk och etablerade kontakter med de brittiska och jugoslaviska underrättelsetjänsterna. Ideologin ändrades också och gick från att ha varit mer nationalistisk till att bli mer vänstervriden och TIGR kontaktade också flera italienska antifascistiska grupper och 1935 skrev man ett samarbetsavtal med det Italienska kommunistpartiet. Trots vänsterinriktningen, fortsatte TIGR att försöka hålla sig över ideologiska olikheter och man fortsatte sitt nära samarbete med gräsrötter och lägre prästerskap i Slovenien och Istrien. 
1938 hade TIGR en vågad plan att ta livet av Mussolini när denne besökte Kobarid, men planen blåstes av i sista minuten. Antagligen på grund av påtryckningar från brittisk underrättelsetjänst, som motsatte sig att döda Mussolini vid den tidpunkten då denne hade en ledande roll i förhandlingarna som ledde fram till Münchenavtalet. Efter Österrikes Anschluß till Nazityskland 1938 utvidgade TIGR sina aktiviteter dit, med ett huvudfokus på sabotage av infrastruktur. Fascistregimen startade en grundlig undersökning och lyckades avslöja de flesta cellerna under 1940-41.

## Efter 1941
1941 dömdes flera medlemmar för spionage och terrorism i de Andra Triestprocesserna och fyra av dem avrättades i Villa Opicina (Sl: Opčine) utanför Trieste samma år. När Axelmakterna invaderade Jugoslavien i april 1941, hade det mesta av TIGR redan upplösts av den italienska och tyska hemliga polisen och de flesta av de framstående medlemmarna hade antingen avrättats, skickats till koncentrationsläger eller flytt utomlands. Under andra världskriget gick många före detta TIGR-medlemmar med i partisanmotståndet, trots att organisationen själv aldrig blev inbjuden till att formellt delta.

## Efterspel och arv
Efter att kommunistregimen etablerat sig i Jugoslavien 1945, sållades de flesta TIGR-medlemmarna bort från offentligheten och deras aktivitet togs bort från den officiella historieskrivningen. Den jugoslaviska säkerhetspolisen fortsatte också att bevaka dem fram tills 1970-talet och mot slutet av det årtiondet började det dyka upp historiska berättelser om TIGR:s aktiviteter. Men det var först på 1980-talet som deras motstånd mot fascismen började uppskattas igen och som flera böcker om dem skrevs. Under 1990-talet har TIGR fått fortsatt ökad publicitet och 1994 bildades Föreningen för närandet av de Patriotiska traditionerna av den Primorska Organisationen TIGR (I vardagstal: Föreningen TIGR eller Den Patriotiska Föreningen TIGR) i Postojna och de har kommit att bli en av de starkaste krafterna för en positiv omvärdering av TIGR:s arv.
1997 vid 50-årsjubileet av införlivandet av Primorska i den Socialistiska Republiken Slovenien, tilldelade den dåvarande presidenten Milan Kučan TIGR 'Zlati častni znak svobode Republike Slovenije, den högsta statliga utmärkelsen i Slovenien. Sedan 1990-talet har många monument och plakat rests för att högtidlighålla TIGR-aktivister och deras aktiviteter.

## Prominenta medlemmar
- Albert Rejec
- Zorko Jelinčič
- Danilo Zelen
- Ferdo Kravanja
- Fran Marušič
- Dorče Sardoč
- Zvonimir Miloš
- Just Godnič
- Tone Černač
- Ferdo Bidovec
- Alojz Valenčič
- Ivan Ivančič
- Andrej Manfreda
- Vekoslav Španger
- Drago Žerjal
- Vladimir Gortan
- Jože Dekleva
- Jože Vadnjal
- Mirko Brovč
- Franc Kavs
- Anton Majnik
- Maks Rejec
- Rudolf Uršič
- Viktor Bobek

### Personer med kopplingar till TIGR
- Ciril Kosmač, författare
- Vladimir Bartol, författare
- Stanko Vuk, författar och aktivist
- Pinko Tomažič, kommunistisk aktivist
- Ivan Marija Čok, slovensk immigrant, politiker i Jugoslavien